# Romerella reticulata
Romerella reticulata is een hooiwagen uit de familie Sclerosomatidae.